# Eva X Moberg
Eva X Moberg (Estocolmo, 13 de mayo de 1962 - 4 de mayo de 1999) fue una periodista y activista anarquista sueca, redactora jefe de la revista anarquista Brand. Organizó un "convoy laboral" a la ciudad sitiada de Tuzla durante la guerra de Bosnia y escribió una columna para el periódico Aftonbladet. Durante los últimos años de su vida contrajo cáncer y con sus escritos público,trató de desestigmatizar la enfermedad.

## Biografía
Eva X Moberg nació en 1962 y vivía en Hägersten, un suburbio de Estocolmo. Durante la década de 1980, se involucró en el movimiento anarquista sueco, ocupando una casa en Folkungagatan, importante vía comercial de Estocolmo, y editando Brand, una de las revistas contraculturales más influyentes de finales de la década de 1980 y principios de la de 1990. Su experiencia editando la llevó a convertirse en periodista, colaborando con el diario Aftonbladet.

## Trayectoria
Tras el estallido de la guerra de Bosnia, la ciudad de Tuzla se encontró sitiada por la República Srpska, bloqueándose la  entrada de alimentos y combustible. Las llamadas a Organizaciones Internacionales y Multilaterales no surtían efecto y por ello, en diciembre de 1993, Moberg encabezó en su país una campaña de la Asociación Internacional de los Trabajadores (IWA) para transportar suministros a Tuzla, organizando un "Convoy Laboral" con la ayuda de sindicatos de varios países. En lugar de descargar los alimentos en los almacenes de ACNUR, establecieron contacto directo con las personas que recibirían los suministros y ello hizo que Moberg viajara a Tuzla varias veces. Durante ese tiempo, escribió una columna para Aftonbladet, en la que dio a conocer la situación a los lectores suecos. 
En 1995, Moberg editó su último número de Brand y entregó la revista a la generación más joven de escritores anarquistas. En sus propias columnas, expresó su apoyo al creciente movimiento antifascista y criticó la brutalidad policial en la represión de las manifestaciones políticas.
En 1996, le diagnosticaron un cáncer de mama. Decidió escribir para Aftonbladet sobre sus experiencias con la enfermedad, tratando de desestigmatizarla y ayudar a otras personas con su experiencia. Como resultado de ello fue homenajeada por la Sociedad Sueca del Cáncer.
El 4 de mayo de 1999, Eva X Moberg murió de cáncer, a la edad de 36 años. Sus últimas palabras fueron: «Los amo a todos. ¡Qué vida tan maravillosa ha sido!». Cientos de personas asistieron a su funeral en Estocolmo.